# Крос Ривър
Вижте пояснителната страница за други значения на Крос.
Крос Ривър е щат във Нигерия с площ 20 156 км2 и население 3 228 182 души (2007). Административен център е град Калабар.

## Население
Населението на щата през 2007 година е 3 228 182 души, докато през 1991 година е било 1 865 604 души.